# اینترپلی انترتینمنت
اینترپلی اینترتینمنت (انگلیسی: Interplay Entertainment) شرکت بازی ویدئویی آمریکایی است، که در سال ۱۹۸۳ تأسیس شد.